# Beniger
Pogostost priimka Beniger je po podatkih Statističnega urada Republike Slovenije na dan 1. januarja 2010 manjša kot 5 oseb. 

## Znani nosilci priimka
- Jože Beniger (1909—1981), zdravnik
- Louis Beniger (1894—1979), pisatelj, publicist in urednik